# Anton Viktorovics Krivocjuk
Anton Viktorovics Krivocjuk (Kijev, 1998. augusztus 20. –) ukrán születésű azeri válogatott labdarúgó, a dél-koreai Daejeon Hana Citizen hátvédje.

## Pályafutása

### Klubcsapatokban
Krivocjuk az ukrán fővárosban, Kijevben született. Az ifjúsági pályafutását a Zirka Kyiv, a Mariupol és az SC Chaika-2 PB csapatában kezdte, majd 2016-ban az azeri Neftçi Baku akadémiájánál folytatta.
2017-ben mutatkozott be a Neftçi Baku felnőtt csapatában. 2021. július 1-jén a lengyel első osztályban szereplő Wisła Płock szerződtette. Először a 2021. július 24-ei, Legia Warszawa ellen 1–0-ra elvesztett mérkőzésen lépett pályára. Első gólját 2021. augusztus 14-én, a Piast Gliwice ellen 4–3-as vereséggel zárult találkozón szerezte meg. 2023. február 21-én a dél-koreai Daejeon Hana Citizenhez írt alá.

### A válogatottban
Krivocjuk az U17-es, az U19-es és az U21-es korosztályú válogatottakban is képviselte Azerbajdzsánt.
2019-ben debütált a felnőtt válogatottban. Először a 2019. március 25-ei, Litvánia ellen 0–0-ás döntetlennel zárult barátságos mérkőzésen lépett pályára. Első válogatott gólját 2023. június 17-én, Észtország ellen 1–1-es döntetlennel végződő EB-selejtezőn szerezte meg.

## Statisztikák
2023. július 22. szerint
| Klub                 | Szezon   | Osztály     | Bajnokság | Bajnokság | Kupa és Ligakupa | Kupa és Ligakupa | Nemzetközi | Nemzetközi | Összesen | Összesen |
| Klub                 | Szezon   | Osztály     | Meccs     | Gól       | Meccs            | Gól              | Meccs      | Gól        | Meccs    | Gól      |
| -------------------- | -------- | ----------- | --------- | --------- | ---------------- | ---------------- | ---------- | ---------- | -------- | -------- |
| Wisła Płock          | 2021–22  | Ekstraklasa | 16        | 2         | 1                | 0                | —          | —          | 17       | 2        |
| Wisła Płock          | 2022–23  | Ekstraklasa | 9         | 1         | 2                | 0                | —          | —          | 11       | 1        |
| Wisła Płock          | Összesen | Összesen    | 25        | 3         | 3                | 0                | 0          | 0          | 28       | 3        |
| Daejeon Hana Citizen | 2023     | K League 1  | 21        | 1         | 0                | 0                | —          | —          | 21       | 1        |
| Összesen             | Összesen | Összesen    | 46        | 4         | 3                | 0                | 0          | 0          | 49       | 4        |

### A válogatottban
| Válogatott   | Év       | Pályára lépés | Gól |
| ------------ | -------- | ------------- | --- |
| Azerbajdzsán | 2019     | 7             | 0   |
| Azerbajdzsán | 2020     | 6             | 0   |
| Azerbajdzsán | 2021     | 11            | 0   |
| Azerbajdzsán | 2022     | 3             | 0   |
| Azerbajdzsán | 2023     | 3             | 1   |
| Összesen     | Összesen | 30            | 1   |

#### Góljai a válogatottban
| # | Időpont          | Helyszín                        | Ellenfél   | Gólok | Eredmény | Kiírás               |
| - | ---------------- | ------------------------------- | ---------- | ----- | -------- | -------------------- |
| 1 | 2023. június 17. | Dalga Arena, Baku, Azerbajdzsán | Észtország | 1–1   | 1–1      | 2024-es EB-selejtező |